# 48.ª Brigada Mixta (Ejército Popular de la República)
La 48.ª Brigada Mixta fue una unidad del Ejército Popular de la República creada durante la Guerra Civil Española.

## Historial
La unidad fue fundada el 28 de marzo de 1937 en el frente de Guadarrama a partir de los batallones «Pasionaria», «Pi y Margall», «Dimitroff» y «Madrid». El mayor de milicias Manuel Castro Rodríguez que hasta entonces había sido jefe del batallón «Pasionaria» asumió el mando de la nueva 48.ª Brigada Mixta. En el mes de abril el Batallón «Madrid» dejó la 48.ª BM y fue reemplazado por otro batallón compuesto por carabineros. La Brigada estuvo encuadrada inicialmente en la División «C», siendo posteriormente asignada a la 17.ª División y, finalmente, integrada en la 5.ª División del VI Cuerpo de Ejército, ya en el mes de abril.
La 48.ª BM estuvo destinada inicialmente en el frente de La Alcarria; posteriormente fue asignada a una unidad de nueva creación —la 15.ª División del XXI Cuerpo de Ejército— y fue enviada al Levante, para reforzar las defensas republicanas frente a la ofensiva franquista. Sin embargo, la brigada llegó al frente cuando los combates habían terminado. Intervino en una ofensiva limitada sobre Nules y Castellón, entre el 7 y el 10 de noviembre de 1938. Permanecería en el Frente de Levante hasta el final de la guerra.

## Mandos
Comandantes
- Mayor de milicias Manuel Castro Rodríguez;
- Mayor de milicias Silvestre Gómez Sánchez;

Comisarios
- Martín Melgar Mañani, del PCE;[4]